# Wetmorella
 Wetmorella  es un género de peces de la familia de los Labridae y del orden de los Perciformes.

## Especies
Existen 3 especies de este género, de acuerdo con FishBase:
- Wetmorella albofasciata Schultz y Marshall, 1954[3][4]
- Wetmorella nigropinnata (Seale, 1901)[5][4]
- Wetmorella tanakai Randall y Kuiter, 2007[6]